# Craig Xen
Крейг Гордвин (родился 24 октября 1994), более известный как Craig Xen (рус. Крейг Зен) — американский рэпер. Наиболее известен своим сотрудничеством и тесной дружбой с XXXTentacion, и тем, что является бывшим членом коллектива Members Only. В 2015 году, до вступления в Members Only, он был участником коллектива Schemaposse до момента их роспуска. Покойный рэпер Lil Peep и Ghostemane также присутствовали в группе.
В 2019 году, перед выпуском дебютного мини-альбома Broken Kids Club, Крейг объявил о выпуске своего первого студийного альбома.

## Биография
Крейг Гордвин родился 24 октября 1994 года в Хьюстоне, штат Техас. В основном воспитывался матерью, так как его отец попал в тюрьму, когда он был маленьким, и был освобожден много лет спустя. В последующие годы Крейгу так и не удалось поговорить с ним. Он провёл детство в юго-западной части Хьюстона, оставаясь в Техасе. Крейг был воспитан католиком, посещал католическую школу до 6 класса.
С самого детства он всегда был близок к миру музыки и он часто посещал многих хьюстонских артистов, таких как его дядя DJ Screw и рэпер Scarface. Он начал исполнять рэп, когда ему было 6 лет со своим двоюродным братом, и вместе с ним же исполнил их первую песню перед семьей. В то время они все ещё жили в Техасе, но их город не привык к тому типу музыки, которую он создавал, поэтому он решил покинуть штат, чтобы уехать в другое место. Через Твиттер с ним связался Tyler Gro$$, пригласив его в Лос-Анджелесе, и Зен вылетел в тот же день, когда с ним связались. По словам Крейга, «город был гораздо более гостеприимным для моего звучания, и культура, частью которой я являюсь, гораздо более развита». Впоследствии Крейг переехал во Флориду, где он жил вместе с рэпером и другом XXXTENTACION и другими членами коллектива «Members Only».
Имя Крейг Зен (изначально «Дзен») пришло из его школьного периода. Согласно Зену, — «У меня был этап, когда я был действительно увлечен духовностью, галлюциногенами… . И после всего этого, я хотел медитировать, — именно тогда я начал развивать свой собственный образ мышления. Я могу преследовать свои мечты и могу делать все, что хочу, и поэтому я был Крейг Зеном. Я постигаю дзен, когда создаю музыку».

## Карьера

### В составе Schemaposse
В 2015 году Craig Xen присоединился к коллективу Schemaposse, основанному рэпером JGRXXN в том же году, и состоящем из около 40 рэперов, включая Lil Peep и Ghostemane. Группа оставалась активной около двух лет, после чего в 12 января 2017 года JGRXXN объявил о её роспуске в посте в Twitter. Гордвин сотрудничал с группой только в двух треках на альбомах «Chapter 1» и «Chapter 2: The Analog Theory», и в песнях «Rust» и «Brute». 13 октября 2015 года Крейг Гордвин посвящает песню «LiL PEEP» (фристайл) Лил Пипу. Впоследствии Peep и Xen будут сотрудничать в песне «California World» (представленной в альбоме «California Girls» от Peep),
«Unbreakable» и «Blueberry Lemonade».
23 декабря 2015 года Гордвин выпустил свой первый сингл под названием «Bare Flesh». Песня станет первым и единственным синглом из микстейпа 5 ★ THREAT. Впоследствии, песня будет включена в дебютный микстейп Voltage, в сопровождении двух других синглов — Voltage и Succubus — опубликованных 14 и 18 апреля 2016 года.
6 октября 2017 года Гордвин публикует микстейп Voltage.

### Знакомство с XXXTENTACION и вступление в Members Only
Гордвин и Джасей Онфрой (он же XXXTentacion) начали общаться друг с другом в Твиттере. Позже они решили встретиться, и Джасей приехал к Крейгу в Лос-Анджелес. По словам Крейга: «Джасей прибыл, пока я спал, поэтому я не видел его сообщения до следующего утра, но дома было так много людей, что нам даже не хватало места для него и его менеджера. Я также знаю, что Ski был с ним». Той ночью Онфрой должен был забронировать номер в отеле. В первый раз они встретились во время тура Suicideboys и Pouya «South Side». После экскурсии вместе с Buffet Boys, Крейг решил остаться на две недели в Майами, штат Флорида, где он и подружился с Джасеем. За это время Крейг познакомился с Flyboy Tarantino и другими рэперами и друзьями Онфроя. Когда он встретил их всех, Онфрой попросил Крейга вступить в «Members Only», коллектив, основанный самим артистом вместе с Ski Mask the Slump God.

### Hell Bent и Members Only, Vol. 4
18 мая 2018 года Гордвин опубликовал второй официальный микстейп под названием Hell Bent.
18 июня 2018 года XXXTentacion был застрелен при попытке ограбления. 30 июня Гордвин подтвердил выпуск Members Only, Vol. 4, в память о рэпере. Позже, рэпер продолжал публиковать изображения, связанные с альбомом, через свои истории в Instagram. В последующие месяцы члены коллектива продолжали ссылаться на альбом.
9 января 2019 года звукозаписывающая компания XXXTentacion официально обнародовала дату релиза. 21 января члены коллектива опубликовали в своих социальных сетях обложку и треклист альбома, который выйдет 23 января 2019 года — в день 21-го дня рождения Джасея Онфроя.
В тот же день участники Members Only отправились в тур под названием «Members Only V.S. World Tour», который состоял из 22 концертов и проходил в период с января по март 2019 года, под руководством Kid Trunks и Craig Xen, и с участием Cooliecut, Bass Santana, Flyboy Tarantino KinSoul и прочих. В марте 2019 года Craig Xen и Kid Trunks объявили, что они продолжат тур в Европе, начиная с 17 мая в Ирландии и продолжая Великобританией, Норвегией, Данией, Германией, Чехией, Венгрией, Швейцарией и Бельгией.

### Broken Kids Club и PROTECT ME FROM MYSELF
19 июня выпустил дебютный мини-альбом Broken Kids Club. Он включает в себя 7 треков. Он содержит гостевые участия от XXXTentacion, TankHead666, Gvllow, Flyboy Tarantino, Ski Mask the Slump God и Smokepurpp.
15 октября 2019 года вышел второй за год проект от Гордвина. На PROTECT ME FROM MYSELF разместилось 8 композиций, которые не были выпущены на Broken Kids Club.
Осенью 2019 года стало известно об участие Крейга на четвёртом студийном альбоме XXXTentacion Bad Vibes Forever.
28 октября Xen выпустил клип на сингл ROOTED.

### Смерть младшего брата и Why
2 января 2020 года умер младший брат Крейга.
10 апреля 2020 года Craig выпустил сингл Master Roshi.
1 декабря 2020 года выпустил дебютный студийный альбом Why.

## Дискография

### Студийные альбомы
| Год  | Название |
| ---- | -------- |
| 2020 | WHY      |

### Микстейпы
| Год  | Название                                                             |
| ---- | -------------------------------------------------------------------- |
| 2015 | Infinite ☥ Militia (совместно с Kay Rillo)                           |
| 2015 | CHAPTER ONE — ENTER REALM (совместно с GG Neeks)                     |
| 2015 | CHAPTER TWO — THE ORACLE (совместно с GG Neeks)                      |
| 2015 | Xen                                                                  |
| 2015 | DARKWATER                                                            |
| 2015 | 5 ★ THREAT                                                           |
| 2016 | Resilient                                                            |
| 2016 | Martyr                                                               |
| 2017 | XXXTENTACION Presents: Members Only, Vol. 3 (в составе Members Only) |
| 2017 | Voltage                                                              |
| 2018 | Hell Bent                                                            |
| 2019 | XXXTENTACION Presents: Members Only, Vol. 4 (в составе Members Only) |

### Мини-альбомы
| Год  | Название               |
| ---- | ---------------------- |
| 2015 | Decay                  |
| 2015 | Brute                  |
| 2016 | Waist Deep             |
| 2016 | Revelation             |
| 2019 | Broken Kids Club       |
| 2019 | PROTECT ME FROM MYSELF |

### Синглы
| Год  | Название                                                | Альбом              |
| ---- | ------------------------------------------------------- | ------------------- |
| 2016 | Bare Flesh                                              | Voltage             |
| 2016 | Voltage                                                 | Voltage             |
| 2016 | Succubus                                                | Voltage             |
| 2018 | Killa (при участии Yung Bans)                           | Hell Bent           |
| 2018 | Chopstix                                                | Внеальбомный сингл  |
| 2018 | Stain (при участии Ski Mask the Slump God и Smokepurpp) | Broken Kids Club    |
| 2019 | Run It Back! (совместно с XXXTentacion)                 | Broken Kids Club    |
| 2019 | Fall in Love (при участии Diablo)                       | Внеальбомные синглы |
| 2019 | Rooted                                                  | Внеальбомные синглы |
| 2020 | Master Roshi                                            | Внеальбомные синглы |
| 2020 | Rambo                                                   | Внеальбомные синглы |
| 2020 | Ready 4 War (совместно с Wavy Jone$)                    | Внеальбомные синглы |
| 2020 | Flickin' Ash                                            | WHY                 |
| 2020 | Why                                                     | WHY                 |

### Гостевые участия
| Название                     | Год  | Другие исполнители   | Альбом            |
| ---------------------------- | ---- | -------------------- | ----------------- |
| «California World»           | 2016 | Lil Peep и NEDARB    | California Girls  |
| «Death Note»                 | 2019 | Lil Skies и Lil Gnar | FIRE HAZARD       |
| «The Only Time I Feel Alive» | 2019 | XXXTentacion         | Bad Vibes Forever |